# Perehińsko (gmina)
Perehińsko – dawna gmina wiejska w powiecie dolińskim województwa stanisławowskiego II Rzeczypospolitej. Siedzibą gminy było Perehińsko.
Gminę utworzono 1 sierpnia 1934 r. w ramach reformy na podstawie ustawy scaleniowej z dotychczasowych gmin wiejskich: Olchówka, Perehińsko i Reszniate.
Po II wojnie światowej obszar gminy został odłączony od Polski i włączony do Ukraińskiej SRR.